# Milchwächter
Ein Milchwächter ist ein Hilfsmittel beim Kochen, mit dem das Überkochen von Flüssigkeiten (in der Regel Milch) vermieden werden soll. 
- Am meisten verbreitet sind Milchwächter aus Porzellan, hitzebeständigem Glas oder rostfreiem Stahl, die, eingelegt in einen Topf, das Aufkochen durch lautes Klappern ankündigen und damit Anlass geben, die Milch vor dem Überkochen vom Herd zu nehmen (Klapperstein, Milch-Alarm).
- Seltener finden sich Aufsätze für Töpfe oder feuerfeste Krüge, die so geformt sind, dass ein Teil der aufsteigenden Wasserdämpfe entweichen, durch die besondere Form die aufkochende Milch aber nicht überschäumen kann.

Es gibt verschiedene Formen von Milchwächtern des ersten Typs, zum Beispiel eine ca. 1 cm dicke Scheibe von ca. 8 cm Durchmesser und mit nach innen gewölbten Kreisflächen. In dem Raum zwischen Topfboden und Wölbung wird der Siedepunkt der Flüssigkeit wegen unterbrochener Konvektion früher erreicht als im übrigen Topf. Dampf füllt diesen Raum, hebt die Scheibe an, entweicht nach oben und die Scheibe fällt zurück auf den Topfboden, wobei das Geräusch entsteht. Für ein gleichmäßigeres Klappern haben diese Milchwächter auf jeder der beiden Seiten eine Einkerbung am Rand, die vom entweichenden Dampf bevorzugt als Weg genutzt wird. Das Auftreffen auf den Topfboden führt zudem wie bei einem Siedesteinchen zur Nukleationskeimbildung, was einen sonst drohenden Siedeverzug mit schlagartigem (!) Überlaufen verhindern kann.
In Süddeutschland, insbesondere in Schwaben, wird der Milchwächter auch „Klepperle“ (in Anlehnung an das Geräusch in der siedenden Flüssigkeit) genannt. Im Osten Deutschlands wird eher die Bezeichnung Milchhüter gebraucht. In der Schweiz wird häufig auch der Begriff „Milchklopfer“ verwendet.

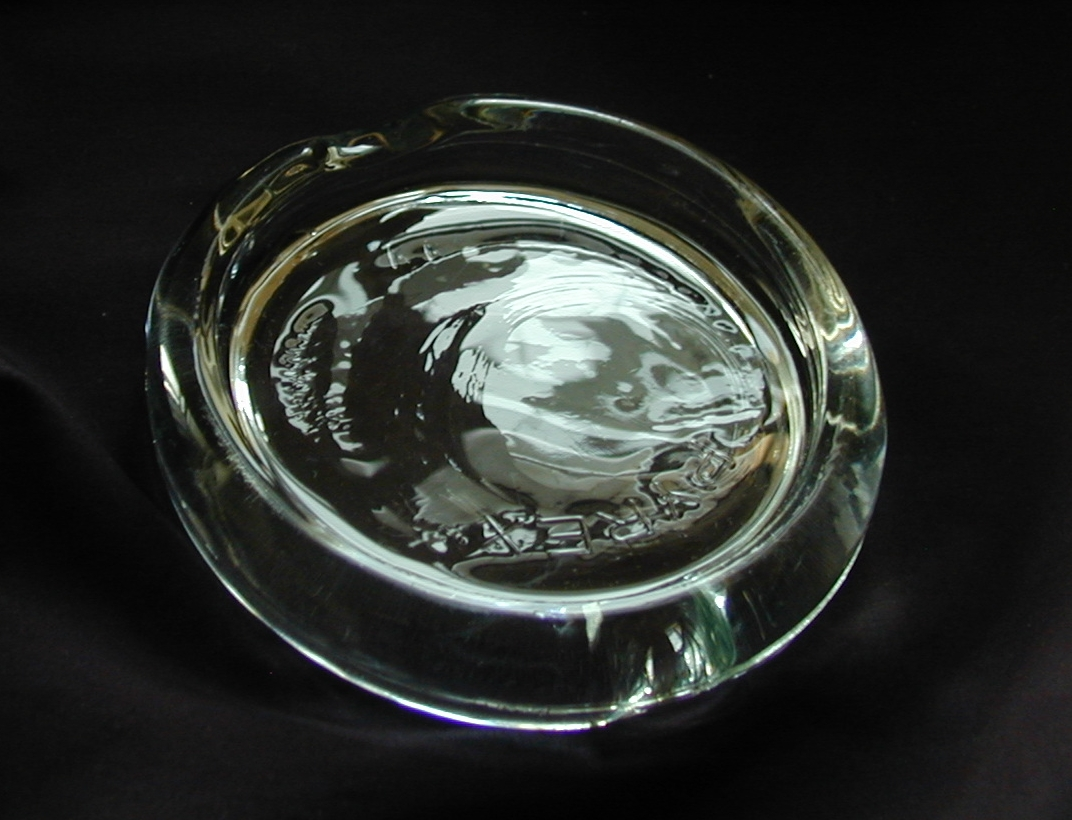
Milchwächter aus Borosilikatglas
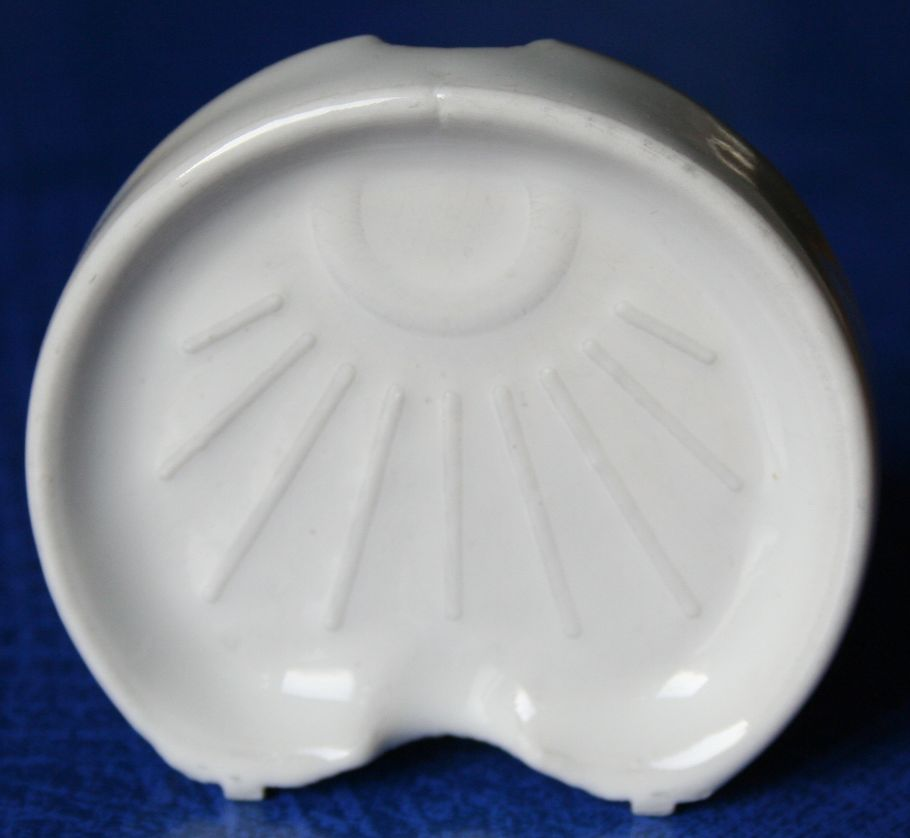
Milchwächter aus Porzellan
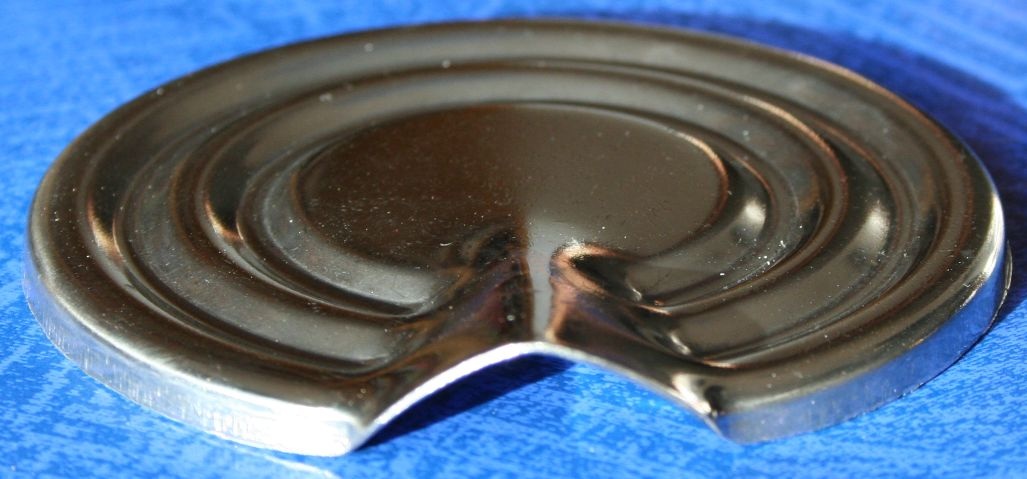
Milchwächter aus rostfreiem Stahl
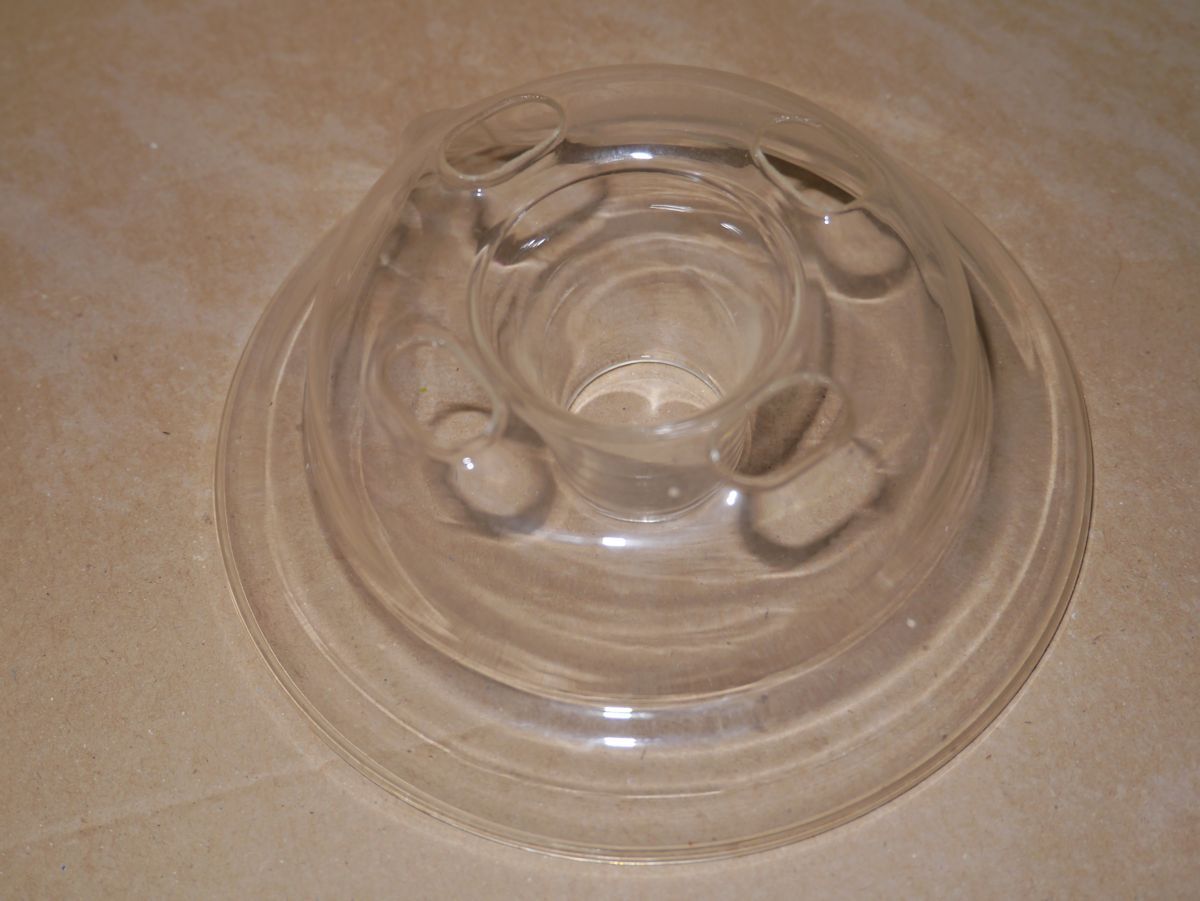
Milchhüter, Aufsatz aus Borosilikatglas